# Goulé
Goulé ist ein Berg in der Zentralafrikanischen Republik.

## Geographie
Der Goulé ist Teil des Yadé-Massivs und liegt nahe der Grenze zum Tschad. Er erreicht eine Höhe von 1242 m und fällt steil nach Süden ab. Die nächstgelegenen Orte in der Präfektur Lim-Pendé sind Ngaoundaye und Nzoro im Westen sowie Ndim im Süden. Westlich benachbart ist der Gipfel Galan (1082 m). In der Scharte zwischen den beiden entspringt der Bach Kenguia. Weitere Bäche, deren Quellen an den Hängen liegen, sind Dana und Lébé.